# Luis Alberto Gutiérrez
Luis Alberto Gutiérrez Herrera (Santa Cruz de la Sierra, 15 de enero de 1985) es un futbolista boliviano. Juega como defensa en Oriente Petrolero de la Primera División de Bolivia.

## Selección nacional
Ha sido internacional con la Selección de fútbol de Bolivia, participó en la Copa América 2011.
Hasta el 10 de julio de 2011, lleva disputados 20 partidos internacionales.

### Participaciones en Copa América
| Copa                    | Sede           | Resultado    | Partidos | Goles |
| ----------------------- | -------------- | ------------ | -------- | ----- |
| Copa América 2011       | Argentina      | Primera fase | 2        | 0     |
| Copa América Centenario | Estados Unidos | Primera fase | 2        | 0     |

## Clubes
| Club                       | País      | Año               |
| -------------------------- | --------- | ----------------- |
| Oriente Petrolero          | Bolivia   | 2004 - 2008       |
| Hapoel Ironi Kiryat Shmona | Israel    | 2009              |
| Oriente Petrolero          | Bolivia   | 2009 - 2011       |
| Bahia                      | Brasil    | 2012              |
| Patronato                  | Argentina | 2012 - 2013       |
| Bolívar                    | Bolivia   | 2013 - 2015       |
| Hapoel Ironi Kiryat Shmona | Israel    | 2015 - 2016       |
| Bolívar                    | Bolivia   | 2016 - 2021       |
| Royal Pari                 | Bolivia   | 2022              |
| Oriente Petrolero          | Bolivia   | 2023 - Actualidad |

## Palmarés

### Campeonatos nacionales
| Título              | Club                       | País    | Año  |
| ------------------- | -------------------------- | ------- | ---- |
| Torneo Clausura     | Oriente Petrolero          | Bolivia | 2010 |
| Campeonato Baiano   | EC Bahia                   | Brasil  | 2012 |
| Torneo Apertura     | Bolívar                    | Bolivia | 2014 |
| Torneo Clausura     | Bolívar                    | Bolivia | 2015 |
| Supercopa de Israel | Hapoel Ironi Kiryat Shmona | Israel  | 2015 |
| Torneo Apertura     | Bolívar                    | Bolivia | 2017 |
| Torneo Clausura     | Bolívar                    | Bolivia | 2017 |
| Torneo Apertura     | Bolívar                    | Bolivia | 2019 |